# Papaver dahlianum
Papaver dahlianum — вид трав'янистих рослин родини макові (Papaveraceae), поширений у Канаді, Ґренландії, Ісландії, Північній Норвегії, архіпелазі Шпіцберген, арктичній Росії. Це національна квітка архіпелагу Шпіцбергена.

## Таксономічні примітки
AFLP-аналіз (Solstad 2009) підтримав існування двох видів, як найчисленніших популяцій: один з арктичної Канади, включаючи зразки від типового P. cornwallisense інший з арктичної Канади, Північної Ґренландії, Шпіцбергена, материкової Норвегії, Арктики Росії й Сибіру на схід до Таймиру.
P. dahlianum має численні тичинки (24), плоди урноподібні й широкі на вершині. P. cornwallisense зазвичай має кілька тичинок (4, 8, ≈ 16 чи ≈ 24), плоди кулясті або субкулясті. Менші діагностичні відмінності: P. cornwallisense має менше квітів, зазвичай білі пелюстки (майже однаково часто білі й жовті у P. dahlianum), листя менш волосисте й трохи більше блакитно-зелене з більш тупими лопатями.

## Опис
Це багаторічні поодинокі трави, з центральним коренем. Простий або розгалужений стовбур підтримує від одної до кількох листових розеток, які утворюють купини до 20 см завширшки. Квітконосні стебла до 20 см або більше. Листки чергові, всі у прикореневих розетках. Черешки 1–4(5) см, до 1/2–2/3 довжини листових пластин. Листові пластини дуже мінливий за розмірами, найчастіше в діапазоні (1.0)1.2–2.6(3.0) × 0.8–1.8(2.0) см, яйцеподібні, видовжені або обернено-яйцюваті в контурі, глибоко розсічені з (1)2–3 парами бічних часточок і кінцевою часточкою; часточки суміжні або перекриваються, часточки вершини підгострі рідше округлі, зелені або сірувато-зелені, від негусто до густо запушені білими або жовтуватими волосками.
Бутони від кулястих до яйцеподібних, густо вкриті чорнуватими волосками. Квіти поодинокі радіально-симетричні, 2–5(6) см у діаметрі, з 2 зрослими чашолистками (падає до або при цвітінні) і 4 пелюстками. Квіти чашоподібними й змінюють напрямок, слідуючи орбіті сонця. Пелюстки обернено-яйцюваті або широко-обернено-яйцюваті, зазвичай перекриваються, значно різняться за розміром між популяціями. Білі й жовті квіти трапляються однаково часто. Численні тичинки (понад 24). Плоди — урноподібні капсули 10–14(15) × (4)5–9(10) мм, найширша частина на вершині просто при переході на диск, однокамерні з численним насінням, прикріпленим уздовж швів між плодолистиками.

## Відтворення
Статеве розмноження насінням; вегетативного розмноження немає. Розповсюдження насіння може бути в основному за допомогою вітру або птахів.

## Поширення
Вид поширений у Канадському Арктичному архіпелазі, пн. та пн.-сх. Ґренландії, Ісландії, архіпелазі Шпіцберген пн. Норвегії, й на схід до Таймиру. Вид не досягає Аляски або Берингії
Істотних відмінностей у середовищах проживання між P. cornwallisense та P. dahlianum не помічено. Зазвичай росте у слабо вкритих рослинністю скельних ділянках, де мало або немає конкуренції з боку інших рослин. Це морени, нестійкі схили, гірські плато, вершини та інших порушені ділянки. Зростає на добре або відносно добре дренованих, змішаних і крупнистих ґрунтах. Здається, вид абсолютно байдужий до сніжного покриву впродовж зими, як і до реакції ґрунту (рН).